# 242e régiment d'infanterie (France)

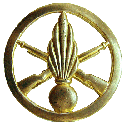
insigne de béret d'infanterie

Le 242e régiment d'infanterie (242e RI) est un régiment d'infanterie de l'Armée de terre française constitué en 1914 avec les bataillons de réserve du 42e régiment d'infanterie.
À la mobilisation, chaque régiment d'active créé un régiment de réserve dont le numéro est le sien plus 200.

## Création et différentes dénominations
- août 1914 : 242e Régiment d'Infanterie
- octobre 1917 : Dissolution
- septembre 1939: reformation du régiment

## Chefs de corps
- Lieutenant-Colonel de Poumayrac
- Lieutenant-Colonel Borie
- 1939-1940 : colonel Victor Bouchon

## Historique des garnisons, combats et batailles

### Première Guerre mondiale

#### Affectation
- 57e Division d'août 1914 à octobre 1917

#### 1914
25 et 26 décembre : deuxième attaque du Kalberg (Haute-Alsace).

#### 1915
Expédition de Salonique

#### 1916
Expédition de Salonique

#### 1917
Expédition de Salonique

### Seconde Guerre mondiale
Le régiment est reformé en septembre 1939 avec des réservistes de la région de Langres. Il est envoyé dans la plaine d'Alsace sur la ligne Maginot. À partir de fin novembre 1939, il défend principalement le sous-secteur  fortifié de Baldenheim. Le 14 juin, le régiment commence son repli sur les Vosges avant de refaire le chemin dans l'autre sens le lendemain pour contrer l'attaque allemande sur le Rhin. Menacé de contournement, le régiment se replie en combattant le 16 et le 17 Schoenau, le dernier village tenu sur le Rhin tombe. 

## Drapeau
Il porte, cousues en lettres d'or dans ses plis, les inscriptions suivantes :
- Alsace 1914
- Monastir 1916

## Personnages célèbres ayant servi au242eRI
- Charles Troufleau (1878-1916) professeur de lettres et poète, figure parmi les 560 écrivains morts pour la France au Panthéon